# Blue-Ocean-Strategie
Blue-Ocean-Strategie, engl. Blue Ocean Strategy, ist eine Methode zur Entwicklung dauerhaft profitabler Geschäftsmodelle aus dem Bereich des strategischen Managements: Grundgedanke ist, dass nur durch die Entwicklung innovativer und neuer Märkte, welche der breiten Masse der Kunden bzw. Nicht-Kunden wirklich differenzierende und relevante Nutzen, „Blue Oceans“ bieten, dauerhafte Erfolge erzielt werden können. Dies soll unter anderem durch eine bedeutungslos gewordene Konkurrenz, Neu-Akquise von Kunden und optimierte Kostenstrukturen erreicht werden.

## Ursprung
Das Konzept der Blue-Ocean-Strategie wurde von W. Chan Kim und Renée Mauborgne an der INSEAD Business School entwickelt und dort zunächst als Value Innovation (Nutzeninnovation) bezeichnet. Basierend auf empirischen Studien über eine Dauer von 15 Jahren konnten anhand der Analyse von mehr als 100 führenden Unternehmen Beispiele von Unternehmen gefunden werden, die neue, bis dahin ungenutzte Teilmärkte erschlossen und somit den bisherigen Wettbewerb irrelevant werden ließen.

## Konzept
Der Begriff Ozean beschreibt im Zusammenhang mit der Blue-Ocean-Strategie einen Markt oder Industriezweig. „Blaue Ozeane“ (blue oceans) werden als unberührte Märkte oder Industriezweige verstanden, die wenig bis gar keinen Wettbewerb aufweisen. Derjenige, der in den Blauen Ozean eintauchen würde, würde somit unentdeckte Märkte oder Industriezweige auffinden. „Rote Ozeane“ (red oceans) hingegen bezeichnen gesättigte Märkte, charakterisiert durch harte Konkurrenz, überfüllt mit Mitbewerbern, welche alle den gleichen Service oder die gleichen Produkte anbieten.
Der Begriff „Roter Ozean“ basiert auf dem Bild von blutigen Kämpfen von Raubfischen (die Mitbewerber), während der „Blaue Ozean“ frei von blutigen Kämpfen ist.
| Red Ocean Strategy | Blue Ocean Strategy                                                                               |
| --- | ------------------------------------------------------------------------------------------------- |
| Wettbewerb im vorhandenen Markt | Schaffung neuer Märkte                                                                            |
| Die Konkurrenz schlagen | Der Konkurrenz ausweichen                                                                         |
| Die existierende Nachfrage nutzen | Neue Nachfrage erschließen                                                                        |
| Direkter Zusammenhang zwischen Nutzen und Kosten                                                                                     | Aushebeln des direkten Zusammenhangs zwischen Nutzen und Kosten                                   |
| Ausrichtung des Gesamtsystems der Unternehmensaktivitäten an der strategischen Entscheidung für Differenzierung oder niedrige Kosten | Ausrichtung des Gesamtsystems der Unternehmensaktivitäten auf Differenzierung und niedrige Kosten |

Hinter dem Konzept Blue-Ocean-Strategie steht der Gedanke, dass erfolgreiche Unternehmen sich nicht am Wettbewerb orientieren, sondern eigene innovative Wege suchen, um einen Blauen Ozean selbst zu kreieren. Innovationen eröffnen neue Märkte und steigern deren Attraktivität durch die Abwesenheit einiger unattraktiver Markteigenschaften, die im bisherigen Wettbewerb weniger geschätzt sind. Erfolgreiche Innovationen beruhen dabei selten auf technologischen Neuerungen, sondern vielmehr auf einer neuartigen Gestaltung des Gesamtangebots. Darunter ist häufig eine Neudefinition des Marktes oder des Konsumenten zu verstehen (siehe Beispiele).

## Blue-Ocean-Methodik

### Wertekurven
Zunächst wird für einen Markt oder Industriezweig eine Wertekurve erstellt, um zu klären, welche Kernelemente aus Sicht der Kunden und Nicht-Kunden diese kennzeichnen. Wichtige Merkmale können zum Beispiel bedeutsame und stark umkämpfte Kernattribute sein oder Investitionstreiber der Wettbewerber. Die Wertekurve eines Unternehmens wird visualisiert mit der Wertekurve des gegenwärtigen und potenziellen Wettbewerbs.
Wertekurven innerhalb einer strategischen Gruppe (z. B. Premium- vs. Billiganbieter) sind meist austauschbar und bilden einen Branchenstandard ab.
Durch die Veränderung der Kernelemente, die zuvor definiert wurden, können Wertekurven dauerhaft verändert werden. Es gibt vier Maßnahmen, um Kernelemente neu zu definieren:
Eliminierung
Welche Faktoren müssen weggelassen werden? Die Nutzenüberlegungen der Kunden können sich stark ändern, so dass einige Komponenten eines Produkts eliminiert werden müssen.
Reduzierung
Was kann radikal gekürzt werden? Eine zu starke Differenzierung treibt die Kosten in die Höhe und kann die Kunden überfordern.
Steigerung
Welche Elemente des Produkts müssen über den Branchenstandard gehoben werden?
Kreierung
Welche Komponenten eines Produkts müssen neu erfunden werden?
Durch die Abänderung der Kernelemente einer Wertekurve sollen neue Geschäftsmodelle entwickelt werden können.

### Umsetzung
Bei der Umsetzung sind zwei Aspekte zu berücksichtigen:
1. Organisatorische Hürden überwinden (Tipping-Point-Management)
2. Die Umsetzung in die Strategie einbinden

## Beispiele

### Yellow Tail Wine
Wenn nicht das älteste, dann doch das wohl meistgenutzte Beispiel ist ein Weinproduzent aus Australien. Die Firma hatte das Stuck-in-the-Middle-Problem und konnte sich somit nicht richtig im Markt etablieren.
Durch die Anpassung des Weins zu einem einfach zu trinkenden alkoholischen Getränk, einer Reduzierung der Qualität bei höheren Preisen, konnte die Firma gerettet werden. Neue Zielgruppe waren nicht mehr Weintrinker mit Anspruch an Qualität und Körper des Weins, sondern Biertrinker, die schlicht Alkohol konsumieren wollen.
Damit ist ein neuer Markt erschlossen worden bzw. die Firma hat Verdrängung auf dem Biermarkt betrieben.

### Southwest Airlines
Das älteste Beispiel ist wohl die Geschichte des Low-Cost-Carriers (Billigfluganbieters) Southwest Airlines, der alternative Industrien betrachtete und einen neuen Nutzen für potenzielle Kunden kreierte. Southwest Airlines positionierte sich als Wettbewerber zum Auto, nicht zu anderen Airlines und passte seine Strategie an die sich ergebenden Bedürfnisse an:
- Reduzierte Preise durch Wegfall von zusätzlichen Dienstleistungen
- Verbesserte Check-In-Zeiten und Abflugfrequenz
- Ermöglicht dem Kunden eine hohe Reisegeschwindigkeit (Flugzeug) zu einem niedrigen Preis (vergleichbar mit Auto)

Hier hat also eine Neudefinition des Angebots stattgefunden. Kunde ist der gewöhnliche Reisende, nicht nur der Geschäfts- oder Urlaubsreisende.

### The Body Shop
Ein weiteres prominentes Beispiel ist das Konzept von The Body Shop, der einen neuen funktionalen und emotionalen Nutzen in der Kosmetikindustrie stiftete. Der meist glamouröse Auftritt von Kosmetikkonzernen wurde bei dem Body-Shop-Konzept außer Acht gelassen. The Body Shop stach durch einen funktionalen Auftritt, reduzierte Preise und unprätentiöse Verpackungen hervor. Es wurde ein gesteigerter Wert auf natürliche Inhaltsstoffe, gesunden Lebensstil und ethische Belange gelegt. Dadurch erreichte The Body Shop einen neuen Kundenstamm und konnte sehr hohe Kosteneinsparungen erzielen (ca. 85 % der Kosten über Verpackung und Werbung).

### Nintendo
Ein neueres Beispiel einer Blue-Ocean-Strategie ist der Erfolg der Spielekonsole Nintendo Wii, welche für eine neue Zielgruppe für Videospiele entwickelt wurde. Nintendo weicht mit einem Steuerungskonzept mit Bewegungssensoren dem Konkurrenzkampf um Grafik- und Rechenleistung anderer Konsolen wie Microsofts Xbox oder Sonys PlayStation aus.

### Nespresso
Ein weiteres Beispiel ist die Einführung des Kaffeesystems Nespresso durch den Lebensmittelkonzern Nestlé.

### Cirque du Soleil
Cirque du Soleil hat sich im Zirkuswettbewerb einen neuen Markt geschaffen. Die augenfälligste Besonderheit ist, dass anders als in konventionellen Zirkussen keine Tiere gezeigt werden. Vielmehr stehen hier der Künstler und die Kombination von Unterhaltungselementen wie Oper, Ballett und Rockmusik im Vordergrund. Die Musik wird dabei ausschließlich live gespielt. Zielgruppe sind nicht mehr vornehmlich Familien mit Kindern, sondern Erwachsene, die bereit sind, für hochwertige Unterhaltung einen entsprechend höheren Eintrittspreis zu bezahlen.